# Алан Стюарт из Дарнли
Сэр Алан Стюарт из Дарнли (англ. Alan Stewart of Darnley; после 1406—1439) — шотландский дворянин, участник Столетней войны.

## Биография
Алан происходил из рода Стюартов из Дарнли, ветви шотландского рода Стюартов. Он был старшим сыном Джона Стюарта из Дарнли (1380—1429), графа д’Эврё, сеньора Конкрессо и Обиньи, и Элизабет, дочери Доннхада, графа Леннокса (1385—1425).
Вместе с братьями Джоном и Александром Алан Стюарт сопровождал своего отца во время его пребывания во Франции и участвовал в Столетней войне против англичан.
После смерти своего отца Джона Стюарта в битве селёдок во время осады Орлеана в 1429 году Алан Стюарт унаследовал его титулы сеньор Обиньи и Конкрессо. Он также унаследовал титул констебля шотландских войск во Франции.
В 1437 году Алан Стюарт отказался от должности констебля шотландских отрядов в пользу своего младшего брата, сэра Джона Стюарта, и вернулся в Шотландию.
После возвращения на родину Алан Стюарт вступил в борьбу с кланом Бойд за замок Дин. В 1439 году сэр Томас Бойд из Килмарнка умертвил Алана Стюарта. Позднее за смерть Алана отомстил его младший брат, Александр Стюарт.

## Семья и дети
Был женат на Кэтрин Сетон, дочери сэра Уильяма Сетона, мастера Сетона, и Джанет Данбар, дочери Джорджа Данбара, 11-го графа Данбара и 4-го графа Марча. Дети:
- Джон Стюарт (ок. 1430—1495), 1-й граф Леннокс с 1488
- Александр Стюарт из Галстона

После убийства Алана Стюарта его вдова Кэтрин вышла вторично замуж за Герберта Максвелла, первого лорда Максвелла.